# Diecezja Bayombong
Diecezja Bayombong (łac. Diœcesis Bayombongensis) – diecezja rzymskokatolicka na Filipinach. Powstała w 1966 jako prałatura terytorialna. Od 1982 diecezja.

## Główne świątynie
- Katedra: Katedra św. Dominika w Bayombong

## Lista biskupów
- Albert van Overbeke CICM (1966–1986)
- Ramon Villena (1986–2016)
- Jose Elmer Mangalinao (od 2018)